# ワールド女子プロレス・ディアナ
ワールド女子プロレス・ディアナ（ワールドじょしプロレス・ディアナ）は、日本の女子プロレス団体。

## 概要
2010年7月29日、NEO女子プロレスを退団した井上京子がプロレス新団体の旗揚げを目指してワールド女子プロレス・ディアナ株式会社を設立。
ディアナには井上の全日本女子プロレスでの1年後輩に当たる伊藤薫を初め、伊藤が主宰し同じく同年限りで解散した伊藤薫プロレス教室の井上と同郷の佐藤綾子、NEOに最後まで所属していた勇気彩と野崎渚、JWP女子プロレスを退団した青野敬子が入団。練習生も2人受け入れ、海外でのスカウトも行い、アメリカ人選手とも契約している。
2011年1月28日、「本物をやるには道場が必要」との考えから井上が借金して駒沢に道場兼常設会場「駒沢ワールドアリーナ」がオープン。
旗揚げ戦は当初、3月21日の開催を予定していたが、3月11日の東北地方太平洋沖地震（東日本大震災）の発生で試合会場となるディファ有明がダメージを受けた他に、東京電力の福島第一原子力発電所での福島第一原子力発電所事故の影響で中止することを発表。4月17日、延期していた旗揚げ戦をディファ有明で開催。また旗揚げシリーズは「復興チャリティー」として開催された。旗揚げ戦は所属選手の他に吉田万里子、里村明衣子、高橋奈苗（当初はアジャコングだったが、延期によるスケジュールの都合で変更された）といった、井上と縁の深い他団体選手も参戦して行われ、観客動員数は752人とまずまずだった。
旗揚げ当初は、駒沢ワールドアリーナで「アリーナマッチ」と銘打って定期興行を開催していた。また井上の地元山形や大阪などでの地方興行、川崎市体育館でビッグマッチを開催していた。大会の模様はDMM.comで配信されていた（旗揚げ戦は生中継を予定していたが中止になった）。
7月21日、道場の移転を発表。背景には駒沢ワールドアリーナが、井上と6月に辞任した取締役の籠尾と共同所有であったことが大きいと見られる（駒沢ワールドアリーナ公式サイトのトップページには連絡先として「籠尾・井上」と記されていた）。新道場のオープンは9月末日と発表されていたが、新たな情報がないまま予定期日を経過している。その後、中止になった「アリーナマッチ」に代わり北沢タウンホールを主要会場として12月から月1回の割合で興行を開催していた。ディアナが撤退後も駒沢ワールドアリーナは残されており興行を開催する話も出ていたが、実現しないまま閉鎖に至った。道場を失った所属選手はプロレスリングZERO1の道場「TAKESHIBAコロシアム」やシュートボクシングのジムなどで練習をしていた。
NEO時代は観客動員数が常に1,000人超だった川崎市体育館大会が500人を切るなど苦戦を強いられ、10月以降は興行形態を見直して北沢タウンホールでの原則月1回の興行となり、地方興行も大幅に削減された。
2012年4月1日、運営会社が変わり、川崎に本社を置き、飲食店と雑貨店の経営、興行のプロモートも行っているサンのプロレス事業部が運営を行うことになった。殿町に道場兼常設会場「Dear'S Ring Kawasaki」がオープン。
2013年1月からは北沢タウンホールとラゾーナ川崎プラザソルを交互に使用し、年1回は川崎市体育館大会を開催していた。これが功を奏し、ラゾーナ川崎プラザソル大会はほぼ満員になった。動員数が芳しくない北沢タウンホールは4月を最後に撤退。また、川崎市体育館も2014年12月の大会ののち閉鎖された。現在はラゾーナ川崎プラザソルでの定期興行を月1、2回開催している。
2018年3月28日、道場が日進町に移転して、道場兼常設会場「25"D"スタジオ」がオープン。
2020年3月1日、道場及び事務所を中幸に移転。
2021年9月、団体の選手を名乗る出会い系サイトでのなりすまし行為に警告を行った。「もし心当たりのある方がいましたら直ちにアカウントを消してください。変化が見られない場合厳正に対応致します」と、なりすまし行為をする人間に呼びかけ、「弊社は選手の名誉を傷つける方をお客様とはみなしません。徹底的に調査致します」と団体としての方針を明確に示した。
12月、ディアナ道場の名称を「POST DI AMISTAD」に改称。スペイン語で「友達の場所」を意味する。現在は、リングを使用した撮影を目的、プロレス教室での利用での貸し出しを可能としている。プロレス試合興行では「フューチャーサイト」等のディアナの大会をはじめ、選手自主興行やストロングスタイルプロレスの定期興行にも使用されている。

## 歴史
- 2011年3月14日、東北地方太平洋沖地震（東日本大震災）並びに福島第一原子力発電所での福島第一原子力発電所事故の影響で3月21日の旗揚げ戦の延期を発表。
- 4月17日、ディファ有明で旗揚げ戦を開催（中止になった3月21日の代替興行）。Sareeeがデビュー。
- 2014年10月5日、田中盟子がデビュー。
- 2016年10月10日、池野真奈美がデビュー。
- 2019年3月10日、梅咲遥がデビュー。
- 5月12日、マドレーヌがデビュー。
- 10月6日、ななみ（現：羽多乃ナナミ）がデビュー。
- 2022年1月23日、Himikoがデビュー。
- 4月29日、美蘭がデビュー。
- 2023年10月8日、香藤満月、マコトユマがデビュー。
- 2024年10月13日、NENEがデビュー。

## タイトルホルダー
| タイトル                  | 保持者                    | 歴代   |
| ------------------------- | ------------------------- | ------ |
| W.W.W.D世界シングル王座   | 世羅りさ                  | 第21代 |
| W.W.W.D世界タッグ王座     | 佐藤綾子 デビー・カイテル | 第24代 |
| W.W.W.D世界エリザベス王座 | 井上京子                  | 第19代 |
| W.W.W.Dクリスタル王座     | 炎華                      | 第2代  |

## 所属選手
- ジャガー横田
- 井上京子
- 佐藤綾子
- デボラK
- 梅咲遥
- 羽多乃ナナミ
- Himiko
- 美蘭
- 香藤満月
- NENE

## スタッフ

### リングアナウンサー
- 伊藤こーへー（ジャッジサポート）

## 歴代所属選手
- 野崎渚
- 勇気彩
- KURO（現：沙耶）
- 渡辺智子
- 堀田祐美子
- 田中盟子（現：響）
- 池野真奈美
- 青野敬子
- Sareee
- 伊藤薫
- マドレーヌ（メルヘン王国#FIGHT TEAMミチバ兼任所属）
- マコトユマ

## 歴代スタッフ
- ディアナ井上（現：井上治）（レフェリー）